# Grünthal (Möckern)
Grünthal ist ein Ortsteil von Möckern im Landkreis Jerichower Land in Sachsen-Anhalt.

## Geografie
Das kleine Dorf liegt drei Kilometer südlich von Grabow am Westrand des sehr waldreichen Landschaftsschutzgebietes (LSG) Möckern-Magdeburgerforth. Dieses 25.063 Hektar große LSG ist Teil des Naturraumes Burg-Ziesarer Vorfläming, welcher das westliche Ende des Flämings bildet. Von der unmittelbaren Umgebung abgesehen, einem Flusstal mit einer offenen Wiesen- und Weidenlandschaft, wird der Ort von Wald umschlossen. Hier treffen drei recht große Waldgebiete aufeinander, im Westen ist das der Wulffensche Forst, im Osten der Kähnertsche Forst und im Süden der Pabsdorfer Forst.
Von Friedensau im Südosten nach Grabow im Norden, wird die Siedlung von der Ihle, einem Nebenfluss der Elbe, durchflossen. Der kleine Fluss und seine Ufer gehören, als noch sehr naturnahes Fließgewässer im Vorfläming, zum FFH-Gebiet Ihle zwischen Friedensau und Grabow. Darüber hinaus fließt wenige Meter westlich von hier der Kammerforthgraben, von Stegelitz im Südwesten her kommend, der Ihle zu. Das Gelände erreicht Höhen von um die 60 Meter.

## Geschichte
In einer Beschreibung aus dem Jahre 1782 findet sich in dieser Gegend der Eintrag zur Hansens-Mühle, einer Wassermühle an der Ihle, die über einen Mahl- und einen Walkgange verfügte. Sie befand sich im Grabowischen Holze und seine 16 Einwohner waren nach Grabow eingepfarrt. Eigentümer soll ein Amtsrath Wilkens zu Stresow gewesen sein. Zur Mühle gehörten drei Feuerstellen, 68 Morgen Ackerland, zwölf Morgen Wiese, drei Morgen Gartenland und ein nach Stresow gehörender Mühlenteich. Der hiesige Müller hatte eine jährliche Erbpacht nach Stresow zu entrichten.
Im Jahre 1848 befand sich hier gemäß einer statistischen Darstellung des Regierungsbezirkes Magdeburg der preußischen Provinz Sachsen eine Papiermühle mit vier Häusern und 24 Einwohnern. Zu dieser Zeit zählte der Ort zu dem Kirchdorf und landtagsfähigen Rittergut Stresow.
Bis zur Eingemeindung am 1. Januar 2010 war das Dorf ein Ortsteil der Gemeinde Grabow, heute ebenfalls ein Ortsteil der Stadt Möckern.